# Castello di Hunnenbrunn
Il castello di Hunnenbrunn (in tedesco Schloss Hunnenbrunn), in origine chiamato castello di Hungerprunn, si trova nell'omonima località del comune austriaco di Frauenstein nel Distretto di Sankt Veit an der Glan, Land della Carinzia. È stato costruito attorno al XV secolo e successivamente ricostruito.

## Storia

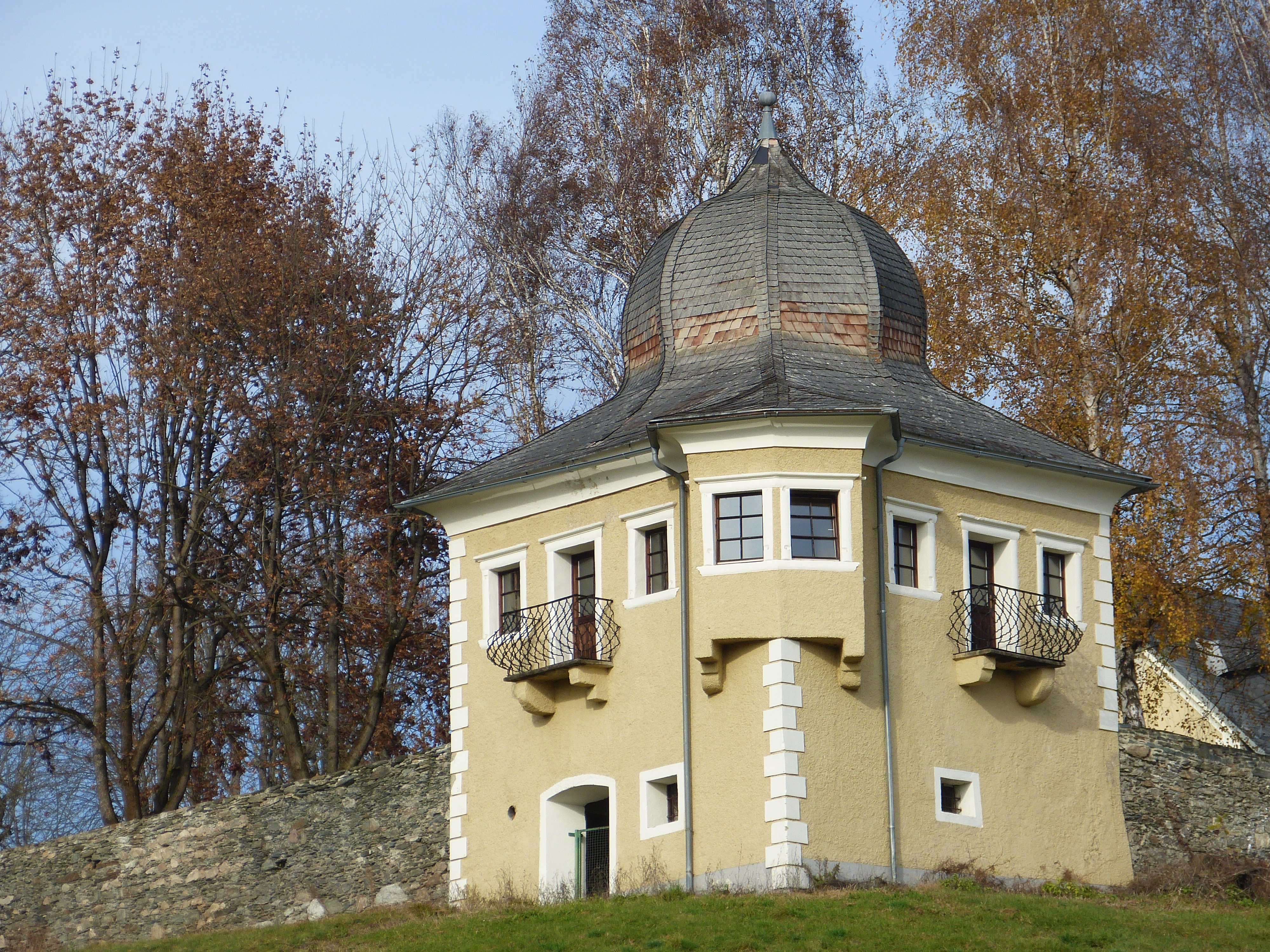
Padiglione angolare barocco del XVIII secolo con copertura a cipolla

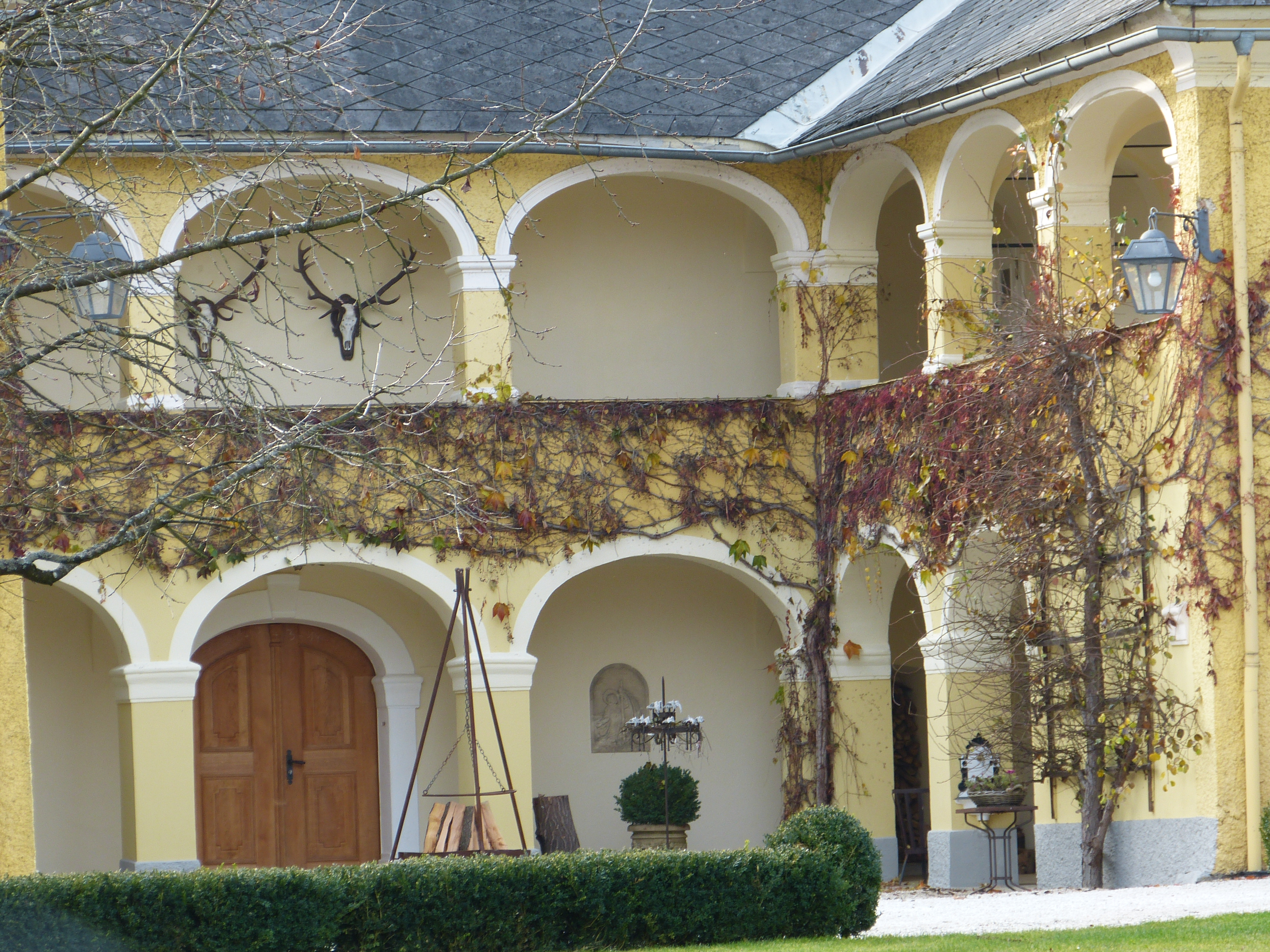
Cortile con portico interno

Il castello fu menzionato per la prima volta in un documento nel 1497 quando era proprietario Wolfgang von Kreig. In origine il castello si chiamava Hungerprunn e secondo la tradizione qui c'era una sorgente che si seccava nelle estati molto calde preannunciando così uno scarso raccolto. Il primo edificio era una semplice fattoria e apparteneva alla famiglia Kraig che quando si estinse, nel 1564, venne ereditata dai conti di Hardegg zu Glatz e Machland. Solo sei anni dopo venne acquistata dal Freiherr Georg  Khevenhüller von Aichelberg che fece ricostruire l'edificio dandogli forma di castello e facendolo arricchire di decorazioni artistiche. Il dominio della famiglia Khevenhüller durò fino al 1619 perché durante il periodo della Controriforma l'allora proprietario, il Freiherr Paul von Khevenhüller, fu costretto ad emigrare essendo protestante. Nel 1642 la proprietà fu acquistata dal maestro della zecca imperiale Hans Georg Perro che ampliò notevolmente la tenuta con l'acquisto dei terreni vicini. Pochi anni dopo, nel 1659, i suoi figli lo vendettero a Johann Jakob Kärner, sindaco e giudice comunale di Sankt Veit. Kärner si fece notare dagli Asburgo riuscendo a reprimere l'ammutinamento di tre reggimenti ed ebbe così la concessione del titolo nobiliare e il diritto di chiamarsi von Kärnburg. Nel 1671 la proprietà passò ad Hans Christoph von Zenegg e nel 1686 a Franz Andreas von Mayerhofen, e in quel periodo divenne sede anche di tribunale regionale. Il castello rimase alla famiglia von Mayerhofen per tutto il XVIII secolo. Josef Bogner, cavaliere di Steinberg, lo acquistò nel 1806 e nel 1822 lo vendette al conte Peter Goess. Il figlio Anton lo separò dal resto dei suoi beni e lo donò alla moglie Maria Theresia. Il proprietario successivo, Franz Puntschart, mantenne il castello solo dal 1872 al 1876 perché per problemi finanziari fu costretto a farlo vendere all'asta. Lo acquistarono Anton e Anna Eibl che fecero cambiare il nome originale da Hungerbrunn (o Hungerprunn) a Hunnenbrunn e questo perché sembrava loro più romantico anche se il nome Hunnenbrunn, richiamando gli Unni, può risultare fuorviante poiché il temuto popolo guerriero nomade non venne mai in Carinzia. Dal 1901 in poi i proprietari cambiarono in tempi relativamente brevi. Durante la seconda guerra mondiale il castello divenne una scuola per il servizio lavorativo femminile poi, nel 1964, il governo regionale della Carinzia acquistò il castello, lo fece restaurare e vi istituì una scuola agraria femminile conservandone l'uso precedente. Dal 2006 la scuola di agraria è stata trasferita ad Althofen e da allora Hunnebrunn è di proprietà privata che viene affittata per eventi.

## Descrizione

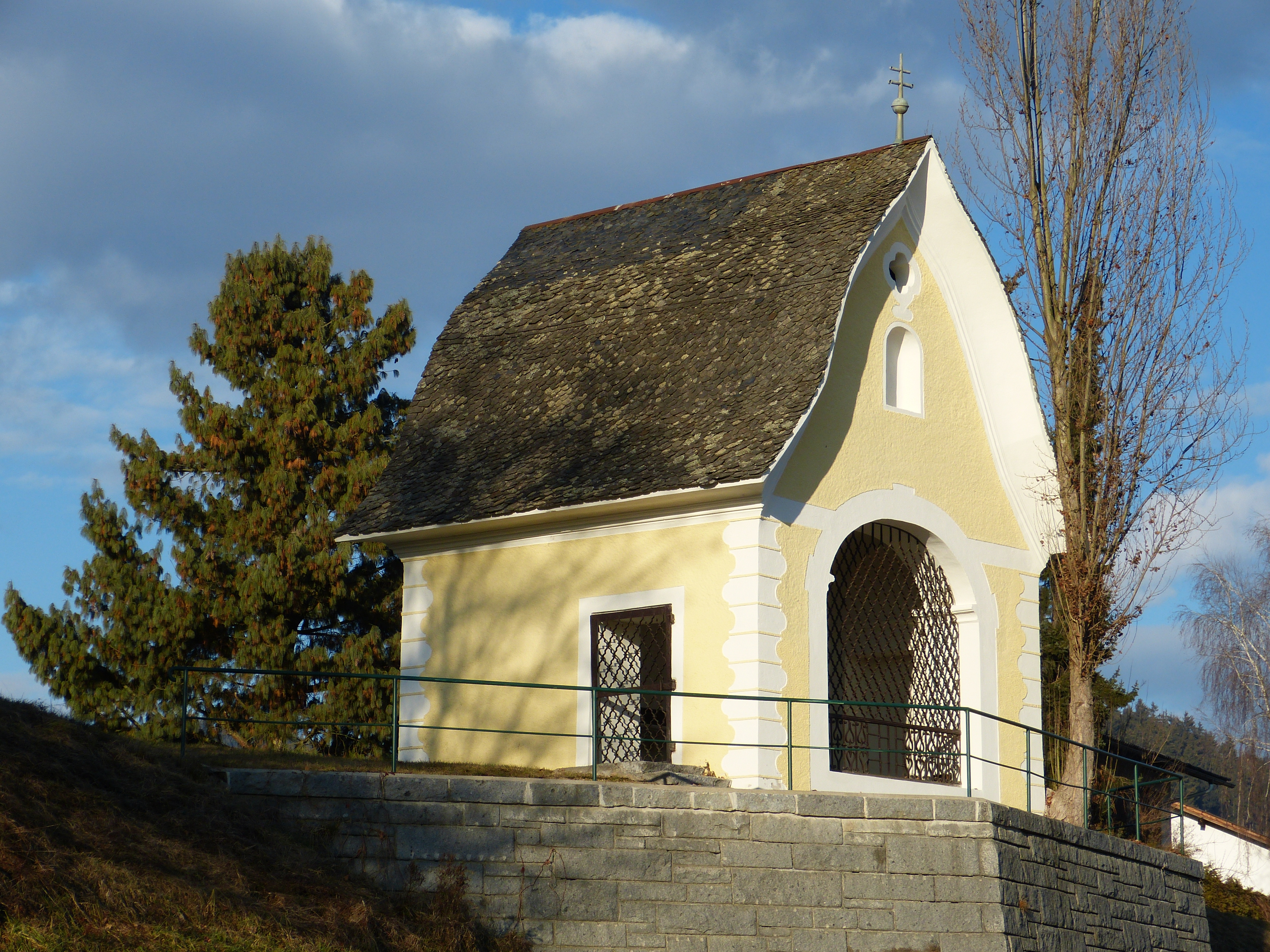
Cappella gentilizia tardo barocca posta all'ingresso nord del castello

Il castello si trova nell'omonima località del comune austriaco di Frauenstein nel Distretto di Sankt Veit an der Glan, Land della Carinzia. Il palazzo è in stile rinascimentale con due piani e il suo aspetto recente risale al XVI secolo. Ha una pianta rettangolare. Sul frontone del timpano della facciata principale sono fissate due torri circolari sporgenti, ricoperte da tetti barocchi a cipolla. Sul muro meridionale del giardino è conservato il grazioso padiglione angolare barocco del XVIII secolo, pure questo con copertura a cipolla. La cappella è tardo barocca e si trova all'ingresso nord del castello. Nel cortile c'era una volta una magnifica fontana rinascimentale in marmo con lo stemma Khevenhüller con inciso l'anno 1585, attribuita allo sconosciuto scultore che ha realizzato anche il portale della chiesa del castello di Hochosterwitz. Nel 1948 la fontana venne spostata in castel  Karlsberg dove è stata murata nel cortile. Sono rimaste le sculture di due teste maschili in pietra, resti di un'altra fontana che un tempo si trovava nel cortile di Hungerbrunn. A causa dei lavori numerosi lavori di ristrutturazione e della costruzione di un moderno fabbricato agricolo proprio accanto al castello, questo ha perso gran parte del suo carattere originario.

### Bene architettonico tutelato
Il castello di Hunnenbrunn è stato posto sotto tutela dei monumenti da parte della Repubblica austriaca col numero 21124.